# China Feihe
China Feihe Limited (кит. трад. 飞鹤乳业, «Чайна Фэйхэ Лимитед», Feihe в переводе с китайского означает «парящий журавль») — китайская пищевая компания, крупный производитель молочной продукции и пищевых добавок (главным образом детского питания под брендами Astrobaby и Organic Zhenzhi). Основана в 2001 году, операционная штаб-квартира расположена в Цицикаре, глобальная — в Пекине. Контрольный пакет акций China Feihe принадлежит миллиардеру Лэн Юбиню (по состоянию на осень 2022 года его состояние превышало 3,1 млрд долларов США).

## История
В 1962 году была основана компания Hongguang Dairy. В 1996 году на её базе была основана компания Feihe Heilongjiang, которая в 1998 году приобрела активы компании Zhaoguang Dairy. В 2001 году Лэн Юбинь основал компанию Heilongjiang Feihe Dairy (Кэдун). В 2010 году был запущен бренд премиального детского питания Astrobaby.
В 2013 году крупным акционером компании стал фонд Morgan Stanley Private Equity Asia. В 2014 году в Бостоне при Гарвардской медицинской школе была создана Feihe Nutrition Laboratory. В 2016 году в Канаде были основаны дочерние компании Canada Kingston Dairy и Canada Royal Milk. В 2018 году компания приобрела розничную сеть по продаже товаров для здоровья Vitamin World. В 2019 году China Feihe Limited вышла на Гонконгскую фондовую биржу.
В 2020 году China Feihe приобрела контрольный пакет акций YST Group и запустила бренд детского питания Organic Chunrui.

## Деятельность
По состоянию на конец 2021 года China Feihe занимала 20 % китайского рынка детских молочных смесей. Компания имела девять производственных предприятий в Кэдуне, Ганьнане, Лунцзяне, Байцюане, Тайлае, Чжэньлае, Цзилине, Шэньси и Кингстоне (Канада) проектной мощностью 270 тыс. тонн продукции в год. Значительная часть продукции реализовывается через сети магазинов для молодых мам Kidswant, Aiyingdao и Babemax, а также через электронные платформы Tmall, JD.com, Suning и Pinduoduo.
По итогам 2021 года основные продажи пришлись на детское питание (94,5 %), другие молочные продукты (4,4 %) и пищевые добавки (1,2 %). Основными рынками сбыта являлись Китай (99 %) и США (1 %).

### Продукция
China Feihe выпускает детские молочные смеси под брендами Astrobaby, Organic Zhenzhi, Organic Chunrui, Miao Shu Huan, Zhuoran, Zhenai Beihu, Zhenai Feifan, Jingcui Yijia, Xingjie Youhu, Feifan и BabyRich.

## Акционеры
Основными акционерами China Feihe Limited являются Лэн Юбинь (43,7 %), Morgan Stanley Private Equity Asia (7,42 %), Dasheng Limited (6,61 %), BlackRock (1,53 %), The Vanguard Group (1,4 %), Цай Фанлян (1,14 %) и China Merchants Fund Management (1,06 %).